# Elke Bergsma
Elke Bergsma (* 18. April 1968) ist eine deutsche Schriftstellerin.

## Leben
Elke Bergsma wurde in Canhusen geboren und wuchs in Ostfriesland auf. Zum Studium der Geographie an der Justus-Liebig-Universität Gießen zog sie Ende der 1980er nach Mittelhessen und lebte dort in Heuchelheim. Nach über zwanzig Jahren in Hessen kehrte sie in ihre Heimat Ostfriesland zurück. Aktuell lebt sie in Leer (Ostfriesland) und in Köln.
Die Diplom-Geographin war bei der kommunalen Gesellschaft Gießener Wohnbau für die Öffentlichkeitsarbeit zuständig. Ihre Diplomarbeit aus dem Jahre 1996 trägt den Titel Die Windkraftnutzung in Ostfriesland unter besonderer Berücksichtigung ihrer Akzeptanz durch den Fremdenverkehr.
Seit 2007 schreibt sie Bücher. Zunächst versuchte sie sich in verschiedenen Genres und schrieb z. B. einen Liebesroman, spezialisierte sich aber schließlich auf Kriminalromane. Im Jahr 2011 gewann sie mit Götterdämmerung den Krimischreibwettbewerb der Gießener Allgemeinen Zeitung. Inzwischen werden ihre Veröffentlichungen auch überregional wahrgenommen. Ihre bekannteste Reihe, Büttner und Hasenkrug ermitteln, umfasst mittlerweile mehr als 30 Bände. 2022/2023 verfasste sie erstmals auch eine dreiteilige Familiensaga mit dem Reihentitel Wege in eine neue Zeit, in der sie die dramatische Geschichte einer Familie in den schicksalhaften 1920er-Jahren erzählt. Sie verkaufte bis Ende 2013 93.000 Bücher, überwiegend als E-Books. Seit 2014 ist sie hauptberuflich Autorin und die Gesamtauflage ihrer Bücher beträgt mittlerweile über 2 Mio.
Sie ist Besitzerin eines Lesebootes in Leer und eines Hausbootes in Emden, auf denen Lesungen und Veranstaltungen rund um Literatur stattfinden.

## Preise / Auszeichnungen
- Krimischreibwettbewerb 2011 der Gießener Allgemeinen Zeitung mit Götterdämmerung.
- Skoutz-Award 2019 in der Kategorie Crime mit Lodernde Wut.[14]
- Bild Bestseller Belletristik: Herbstzeittode 2020

## Veröffentlichungen

### Ostfrieslandkrimis
Die Reihe mit Kommissar Büttner und Hasenkrug
1. Windbruch. Lago, München 2013, ISBN 978-3-95762-009-5.
2. Das Teekomplott. Lago, München 2013, ISBN 978-3-95761-001-0.
3. Lustakkorde. CreateSpace Independent Publishing, 2013, ISBN 978-3-95762-007-1.
4. Tödliche Saat. CreateSpace Independent Publishing, 2013, ISBN 978-1-4942-8690-3.
5. Dat witte Lücht. CreateSpace Independent Publishing, 2013, ISBN 978-3-7393-2982-6.
6. Puppenblut. CreateSpace Independent Publishing, 2014, ISBN 978-1-4991-8994-0.
7. Stumme Tränen. CreateSpace Independent Publishing, 2014, ISBN 978-3-7393-4365-5.
8. Schweigende Schuld. CreateSpace Independent Publishing, 2014, ISBN 978-3-7393-0534-9.
9. Fluchträume. CreateSpace Independent Publishing, 2015, ISBN 978-3-7393-4087-6.
10. Brandwunden. CreateSpace Independent Publishing, 2015, ISBN 978-3-7393-5152-0.
11. Strandboten. CreateSpace Independent Publishing, 2015, ISBN 978-3-7393-5969-4.
12. Maskenmord. CreateSpace Independent Publishing, 2015, ISBN 978-3-7393-6381-3.
13. Eisige Spuren. CreateSpace Independent Publishing, 2016, ISBN 978-1-5303-9741-9.
14. Seelenrausch. CreateSpace Independent Publishing, 2016, ISBN 978-1-5351-9765-6.
15. Scheinwelten. 2016
16. Dunstkreise. 2017
17. Zornesbrut. 2017
18. Sippenverfall. 2017
19. Todesgruft. Independently published, 2018, ISBN 978-1-9806-5455-1.
20. Bitteres Erbe. Independently published, 2018, ISBN 978-1-9830-1563-2.
21. Lodernde Wut. Belle Époque Verlag, Dettenhausen 2018, ISBN 978-3-96357-110-7.
22. Dünennebel. Belle Époque Verlag, Dettenhausen 2019, ISBN 978-3-96357-111-4.
23. Meeresklagen. Belle Époque Verlag, Dettenhausen 2019, ISBN 978-3-96357-112-1.
24. Herbstzeittode. 2020
25. Schwarze Lettern. 2020
26. Hetzjagd. 2020
27. Platzverweis. 2021
28. Abschiedsklänge. 2021
29. Lebensfesseln. 2021
30. Klosterchoräle. Belle Époque Verlag, Dettenhausen 2022, ISBN 978-3-96357-274-6.
31. Späte Reue. Belle Époque Verlag, Dettenhausen 2022, ISBN 978-3-96357-276-0.
32. Innerer Dämon. Pahlberg Verlag, Dettenhausen 2023, ISBN 978-3-98845-102-6.
33. Tummelplatz. Pahlberg Verlag, Dettenhausen 2023, ISBN 978-3-98845-103-3.
34. Wellenschlag. Pahlberg Verlag, Dettenhausen 2023, ISBN 978-3-98845-104-0.
35. Froststarre. Pahlberg Verlag, Dettenhausen 2024, ISBN 978-3-98845-105-7.
36. Siedepunkt. Pahlberg Verlag, Dettenhausen 2024, ISBN 978-3-98845-106-4.

Spezialtitel:
- 21 Uhr – in: 24 Stunden – 24 Autoren (Story zwischen Band 8 und 9)
- Juister Mohn (Story zwischen Band 23 und 24)

Wibben und Weerts ermitteln
1. Moorsmaragd. Erstausgabe: CreateSpace Independent Publishing, 2016, Lizenzausgabe im Belle Époque Verlag, Dettenhausen 2019, ISBN 978-3-96357-108-4.
2. Flutrubin. Belle Époque Verlag, Dettenhausen 2017, ISBN 978-3-96357-107-7.
3. Inselsaphir. Belle Époque Verlag, Dettenhausen 2019, ISBN 978-3-96357-109-1.

Ein Fall für Lina Lübbers & Kea Siefken
Zusammen mit Anna Johannsen
1. Die Stille der Flut. Edition M, Luxemburg 2024, ISBN 978-2-49671-623-8.
2. Die Gewalt des Sturms. Edition M, Luxemburg 2024, ISBN 978-2-49671-626-9.
3. Die Kraft der Ebbe. Edition M, Luxemburg 2024, ISBN 978-2-49671-627-6.

### Liebesroman
- Single, alleinerziehend. (unter dem Pseudonym Jule Meeringa). Tinte & Feder, 2014, ISBN 978-1-4778-2091-9.
- Neles Aufbruch zum Horizont. Ehgart und Albohn, Fernwald 2006, ISBN 3-936705-98-4.

### Kinder-/Jugendroman
- Merle & Mo. C.V. Traumland-Verlag, Schloss Holte-Stukenbrock 2010, ISBN 978-3-934555-31-0.

### Sachbuch
- Integrierte Quartiersentwicklung Gießener Nordstadt. Wohnbau Gießen, 2007, OCLC 712769598.